# ロバート・サーバー
ロバート・サーバー（Robert Serber、1909年3月14日 - 1997年6月1日）は、アメリカ合衆国の理論物理学者。

## 生涯
サーバーは、1930年にリーハイ大学で物理学工学の学士号を取得し、1934年にウィスコンシン大学マディソン校でジョン・ヴァン・ヴレックの監督の下で博士号を取得した。その後、サーバーはもともとプリンストン大学でユージン・ウィグナーと仕事をしたいと考えていたが、ミシガン大学アナーバー校でオッペンハイマーのゲスト講義を聞いた後、カリフォルニア大学バークレー校のロバート・オッペンハイマーの非常に活発な理論グループに加わった。 1938年に彼はイリノイ大学アーバナシャンペーン校の准教授になった。

### マンハッタン計画
1941年、彼はロスアラモスのオッペンハイマー主導のマンハッタン計画に参加した。そこでオッペンハイマーの右腕となり、原爆開発にかかわった。
1942年に爆弾爆発の流体力学的理論(「Serber shock wave」)に取り組み、ロバート・ウィルソンと臨界を計算する方法を開発し、爆弾物理学の入門講義「ロスアラモス入門書」を書いた。
彼は、爆縮レンズの開発に当たり、衝撃波の挙動を調べるために半減期約41時間の放射性同位体ランタン140と電離箱を用いることを提案。RaLa実験と名付けられたこの実験はブルーノ・ロッシらによって行われ、爆縮レンズの完成に大きく貢献した。
彼はまた、最初に製造された3つの核爆弾(リトルボーイ、シンマン、ファットマン)のニックネームを付けた。
1945年7月16日、アメリカ合衆国ニューメキシコ州で人類最初の核実験（トリニティ実験）が行われた。彼は、爆心地点から約20マイル(約32Km）離れた地上から観察した。その時のことをレポートとして記録に残した。
その後、プロジェクト アルバータの科学者のひとりとしてテニアン島へ移動し、原爆の組み立て等にかかわった。

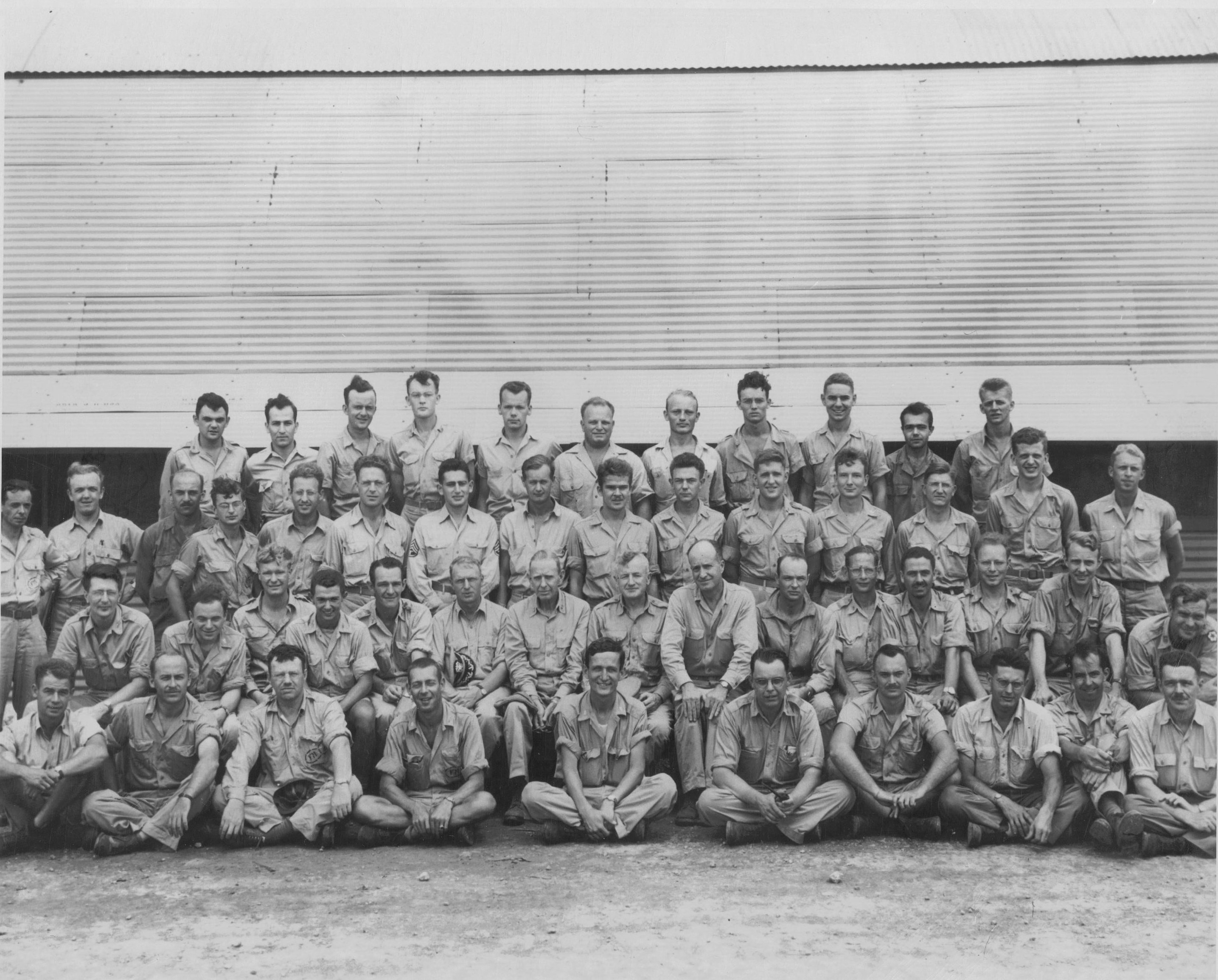
プロジェクト　アルバータ。ロバート・サーバーは、前から2列目、右から5人目。テニアン島で撮影。1945年

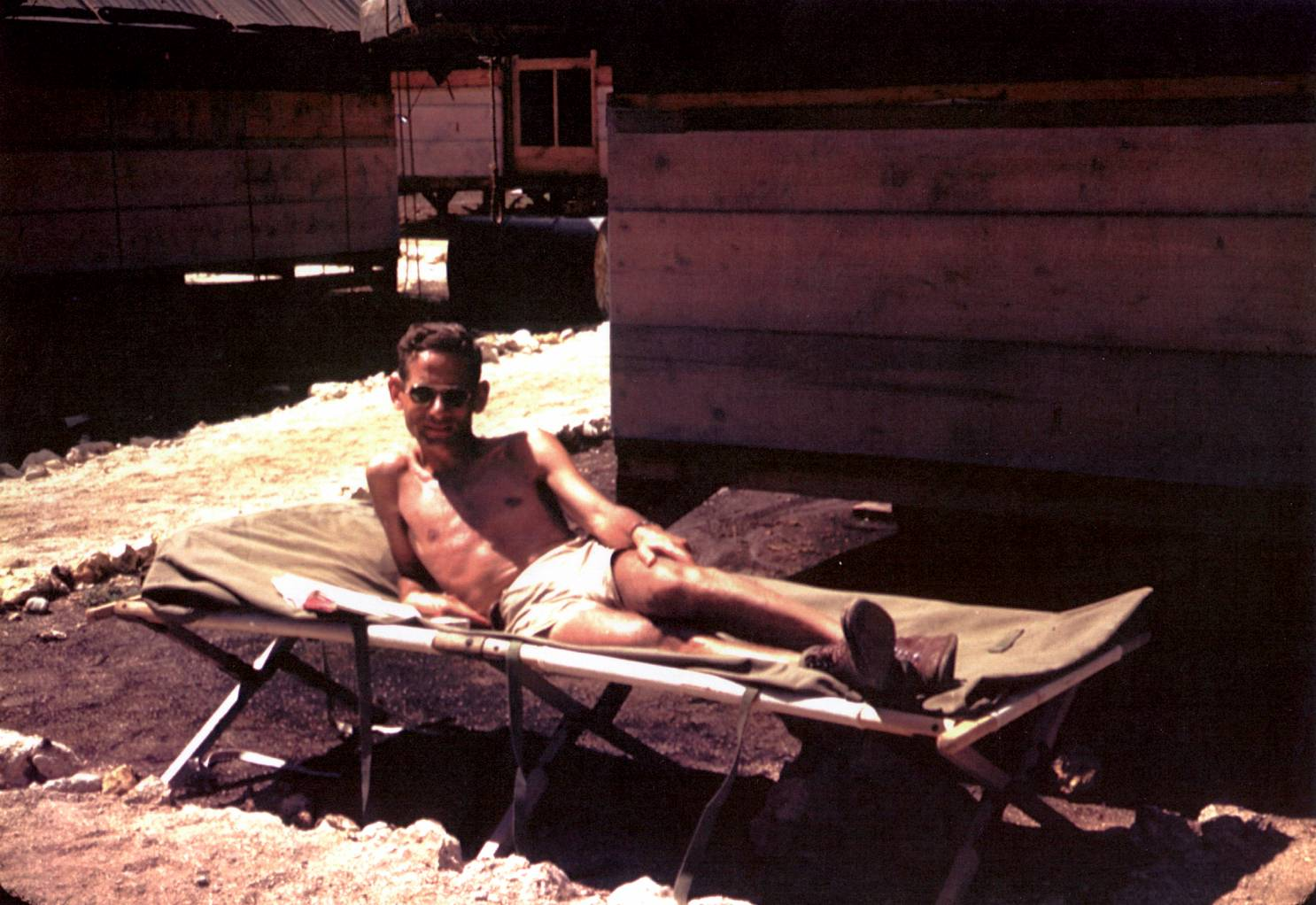
1945年のテニアン島の物理学者ロバート・サーバー。広島と長崎への原爆投下作戦実施の直前

### 長崎原爆
1945年8月9日、原爆爆発瞬間を高速度カメラで撮影するため、B-29爆撃機　ビッグスティンクに搭乗予定であった。出発直前、自分用のパラシュートを携行していなかったため搭乗を拒否された。しかたなく管制塔まで歩いて帰り、無線でカメラの操作方法をすでに飛び立った飛行機へ連絡指示した。
戦争が終わって、1945年9月に広島と長崎を訪れた。この目的は、原爆の影響を現場で研究した最初の科学者グループに所属し、残留放射能や被爆状況を調査することだった。
長崎では、被爆者の救護をしていた長崎医科大学（現　長崎大学医学部）調来助医師と放射線病（原爆症）について議論を行った。

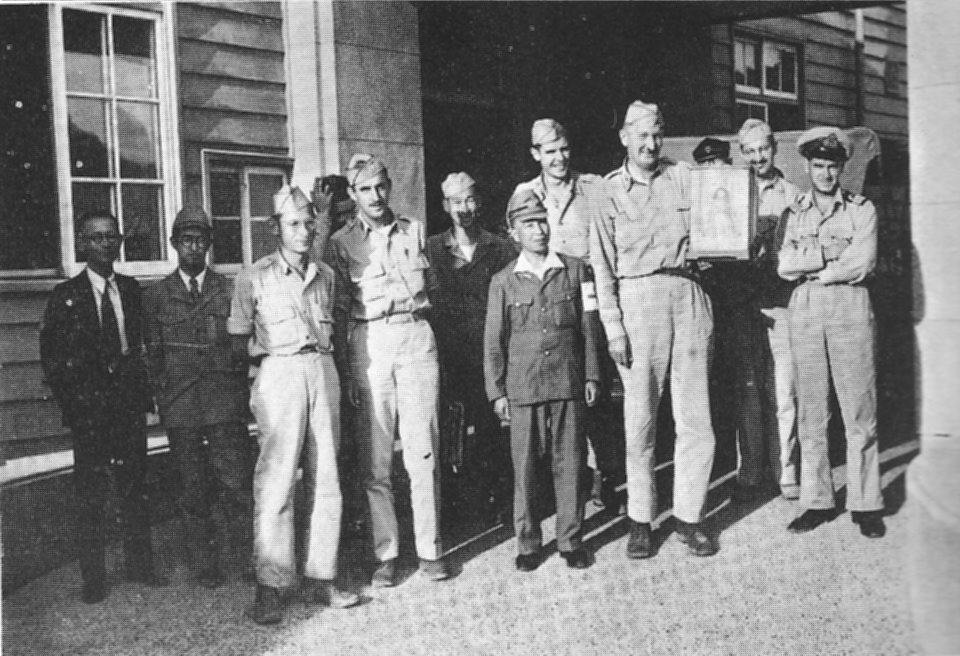
長崎マンハッタン計画の調査チーム。ウォーレン大佐は、日本の医療チームからプレゼントされたケース入り人形を持っている。ロバート・サーバーは左から3人目

### 戦後
戦後、彼は物理学の教授としてバークレーに戻り、1951年にコロンビア大学の教授になり、1975年から1978年まで物理学部長を務め引退した。そのあと名誉教授となった。

### その後
理論家として、サーバーは実験物理学者に非常に好感が持たれ、理論を可能な限り実用的に提示することができるという評判があった、例えば核物理学に関する講義など。後に本として出版され、『Serber Says』として流通した。
サーバーは2回結婚し、2人の息子がいた。1997年6月1日に脳腫瘍の手術後に合併症でマンハッタンの自宅で亡くなった。

### 栄誉
彼は1952年に全米科学アカデミーの会員に選出された。彼は1979年にアメリカ芸術科学アカデミーに選出された。

## ロバート・サーバーを演じた人物
クリストファー・ノーラン監督の映画『オッペンハイマー』（2023年）ではマイケル・アンガラノ（ Michael Angarano）がロバート・サーバーを演じた。

## 著書
- 『平和、戦争と平和―先端核科学者の回顧録』Robert P. Crease（編集）今野廣一（訳）丸善ネット　2016年9月
- 『ロスアラモス・プライマー―開示教本「原子爆弾製造原理入門」』今野廣一 (訳) 丸善プラネット　2015年4月
- Serber Says: About Nuclear Physics[※ 4]. (1987). World Scientific. ISBN 978-9971-5-0158-7